# Слобожанское (Харьковский район)
Слобожа́нское (укр. Слобожанське; до 1923 — Колупа́евка, до 1959 — Вороши́ловка, до 2016 — Жовтне́вое,) — село, Слобожанский сельский совет, Харьковский район, Харьковская область, Украина.
Код КОАТУУ — 6325181001. Население по переписи 2001 года составляло 1173 (539/634 м/ж) человека.
Является административным центром Жовтневого сельского совета, в который, кроме того, входит село
Борщевая.

## Географическое положение
Село Слобожанское находится на расстоянии 28 км от Харькова на берегу реки Харьков (в основном на левом берегу),
выше по течению находится место впадения реки Липец (левый приток) и примыкает село Липцы,
ниже по течению примыкает село Борщевая.

## История
- 1716 — дата первого упоминания села Колупаевка (укр. Колупаївка)[1].
- 1923 — переименовано в село Ворошиловка в честь наркома обороны СССР К. Е. Ворошилова (укр. Ворошилівка).[4]
- 1959 — переименовано в село Октябрьское (укр. Жовтневе).
- 2016 — переименовано в село Слобожанское.
- В 1940 году, перед ВОВ, в Ворошиловке были 350 дворов[4].
- Население в 1966 году составляло 1014 человек; в селе были средняя школа, клуб, библиотека.

## Экономика
- Молочно-товарная ферма, машинно-тракторные мастерские, мельницы.

## Объекты социальной сферы
- Школа[уточнить].

## Достопримечательности
- Братская могила советских воинов. Похоронено 7 воинов.